# Ярново
Я́рново — село в Сасовском районе Рязанской области России. Входит в состав Алёшинского сельского поселения.

## Географическое положение
Находится в юго-западной части района, в 11 километрах к югу от райцентра Сасово. Там же ближайшая железнодорожная станция Сасово.
Ближайшие населённые пункты:
- село Калиновец в 2,5 км к юго-востоку по асфальтированной дороге;
- село Алёшино в 1,5 км к северо-западу по асфальтированной дороге.

## Природа
Климат умеренно континентальный. По восточной окраине проходит граница поймы Цны. Рельеф довольно неоднородный: с востока пойма Цны плоская, с запада территория расчленена оврагами и балками. Заметно общее понижение территории на северо-восток, к долине Цны. Высота над уровнем моря 90—103 м. Низкая естественная залесённость ввиду расположения в зоне лесостепи. Почвы к востоку аллювиальные (пойменные), к западу преимущественно чернозёмные. Поэтому в эту сторону от населённого пункта практически всё свободное пространство распахано.

## Население
| 1981 | 1989 | 2007 | 2010 |
| ---- | ---- | ---- | ---- |
| 210  | ↘159 | ↘94  | ↘87  |

## Инфраструктура
Дорожная сеть

Въезд в Ярново со стороны Сасово

Через населённый пункт проходит асфальтированная дорога районного значения Алёшино — Ямбирно. В селе четыре улицы: Молодёжная, Речная, Садовая, Центральная.
Транспорт
Связь с райцентром осуществляется автобусными маршрутами пригородного значения: № 103 Сасово — Новое Берёзово, № 106 Сасово — Ямбирно. Автобусы средней вместимости (ПАЗ-3205) курсируют ежедневно, несколько раз в сутки. Стоимость проезда до Сасово составляет 22 рубля.
В 500 м к югу проходит магистральный газопровод высокого давления Ямбург — Тула, разделяющийся здесь на два потока (юго-западное основное и северо-западное дополнительное ответвления).
Связь
Электроэнергию село получает по транзитной ЛЭП 10 кВ, от подстанции 35/10 кВ «Студенец».
Социальная инфраструктура
Объекты социальной инфраструктуры отсутствуют.

## История
Деревня являлась местом проживания шацких мурз Тенишевых.